# CZ 200T
CZ 200T — пневматическая спортивная винтовка, созданная совместными усилиями чешского завода Česká zbrojovka Strakonice и британской компании Air Arms. Соответствует требованиям Международной федерации спортивной стрельбы (ISSF). Помимо спортивного применения, может быть использована в тренировочных целях и для охоты на мелких животных.

## Конструкционные особенности
Оружие отличается высоким качеством исполнения, комфортностью и хорошей точностью. Имеет кованый ствол и регулируемый двухпозиционный спусковой механизм. Дульная энергия около 7,5 Дж. Объём резервуара со сжатым воздухом 122 мл, максимальное допустимое давление 170 бар.